# Independent Worm Saloon
Independent Worm Saloon — шестой студийный альбом американской экспериментальной группы Butthole Surfers, изданный в марте 1993 года звукозаписывающим лейблом Capitol Records. В оригинальное издание вошло семнадцать композиций. В Японии альбом был выпущен на CD с тремя дополнительными песнями («Beat the Press», «Ghandi», «Neee Neee»), которые ранее выходили на виниловой пластинке, предназначенной специально для американского колледж-радио. Роль музыкального продюсера альбома выполнял бывший участник группы Led Zeppelin Джон Пол Джонс.

## Об альбоме
При записи Independent Worm Saloon музыканты продолжили свои эксперименты по смешению самых разнообразных жанров. В альбоме можно услышать фолковую балладу («The Wooden Song»), хеви-метал («Who Was in My Room Last Night?»), индастриал («The Annoying Song»). В целом, пластинка получила смешанные отзывы критиков. Редакция Sputnikmusic отмечала, что «Independent Worm Saloon является, вероятно, самым приятным для слуха из всех альбомов Butthole Surfers». Итальянский критик Пьеро Скаруффи констатировал тот факт, что альбом «завершает крушения этой исторической группы, санкционируя их окончательный отказ от авангарда». Журналист отмечал, что основной материал альбома — это «радиовещательные хиты, которые сохраняют только <лицемерное> чувство юмора». Сами музыканты, в частности гитарист Пол Лири, положительно отзывались о пластинке, называя Independent Worm Saloon лучшей записью со времён Locust Abortion Technician.

## Список композиций
Все песни написаны группой Butthole Surfers.
| №   | Название                          | Длительность |
| --- | --------------------------------- | ------------ |
| 1.  | «Who Was in My Room Last Night?»  | 4:09         |
| 2.  | «The Wooden Song»                 | 3:50         |
| 3.  | «Tongue»                          | 2:06         |
| 4.  | «Chewin’ George Lucas’ Chocolate» | 0:43         |
| 5.  | «Goofy’s Concern»                 | 3:03         |
| 6.  | «Alcohol»                         | 3:19         |
| 7.  | «Dog Inside Your Body»            | 3:06         |
| 8.  | «Strawberry»                      | 4:08         |
| 9.  | «Some Dispute Over T-Shirt Sales» | 2:06         |
| 10. | «Dancing Fool»                    | 2:59         |
| 11. | «You Don’t Know Me»               | 2:41         |
| 12. | «The Annoying Song»               | 2:40         |
| 13. | «Dust Devil»                      | 6:39         |
| 14. | «Leave Me Alone»                  | 2:25         |
| 15. | «Edgar»                           | 3:34         |
| 16. | «The Ballad of Naked Man»         | 6:05         |
| 17. | «Clean It Up»                     | 8:39         |